# Zakaria Mohieddin
Zakaria Mohieddin (5 de julio de 1918 – 15 de mayo de 2012) fue un oficial militar y polìtico egipcio que desempeñò el cargo de primer ministro de Egipto entre el 3 de octubre de 1965 y el 10 de septiembre de 1966. Fue jefe del primer Cuerpo de Inteligencia en Egipto, la Dirección General de Inteligencia Egipcia.

## Biografía
Fue Profesor de Tácticas Profesionales del Ejército en el Colegio Militar de Oficiales entre 1940 y 1943, y nuevemente entre 1950 y 1951.
Mohieddin, juntó a otros oficiales militares entre los que destacaban Gamal Abdel Nasser y Anwar el-Sadat, formó parte del Movimiento de Oficiales Libres, participando en el golpe de Estado de julio de 1952 para derrocar al rey Faruk I. 
En 1967 fue nombrado por Gamal Abdel Nasser para tomar la posición del presidente de Egipto después de su renuncia, sin embargo, Mohieddin rechazò el cargo. En 1968 abandonó la vida política. 
En 2005, tras la muerte de Hussein el-Shafei, ocurrida el 18 de noviembre de dicho año, Mohieddin  y su primo Khaled Mohieddin se convirtieron en los ùltimos 2 miembros sobrevivientes del Consejo de Comando revolucionario egipcio .
Mohieddin falleciò el 15 de mayo de 2012, a los 93 años de edad.